# 香猪
香猪是中国地方猪品种，又称萝卜猪、珍珠猪，属脂肪型猪种。香猪在中国猪种中归为华南型猪种。
香猪毛色有黑、白和黑白花多种。耳型有竖耳（广西境内）和垂耳（贵州境内）两种。根据产地和毛色不同，香猪可分为从江香猪、巫不香猪、剑白香猪、巴马香猪、久仰香猪、环江香猪和贵州白香猪七个类型。
香猪断乳仔猪即可食用，无乳腥味，故名为香猪。苗族称香猪为“别玉”，壮族称“牡汗”。香猪中心产区在贵州省从江县、榕江县、三都水族自治县、剑河县，以及广西壮族自治区环江县、巴马县等地。从江县和广西巴马自治县均被命名为“中国香猪之乡”。
香猪为侏儒猪，体躯矮小，生长速度慢。6月龄体重为27-29 kg。
香猪性成熟早，公猪初配日龄为4月龄，母猪初情期为84～120日龄。产仔数为7-10头，初生重为0.60-0.69 kg。